# حزب اسلامی گلبدین حکمتیار

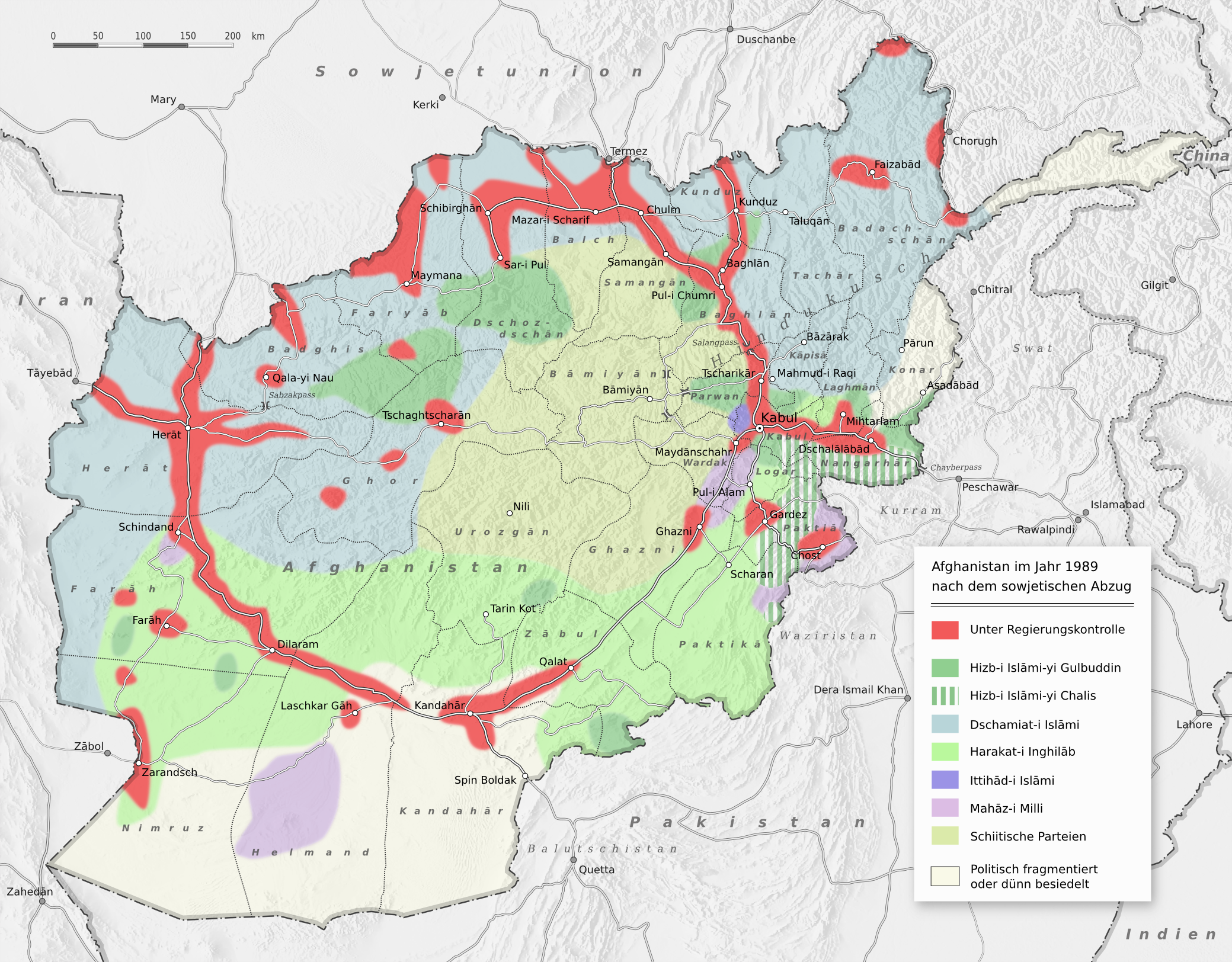
نقشه افغانستان در سال ۱۳۶۸. سبز: در کنترل حکمتیار

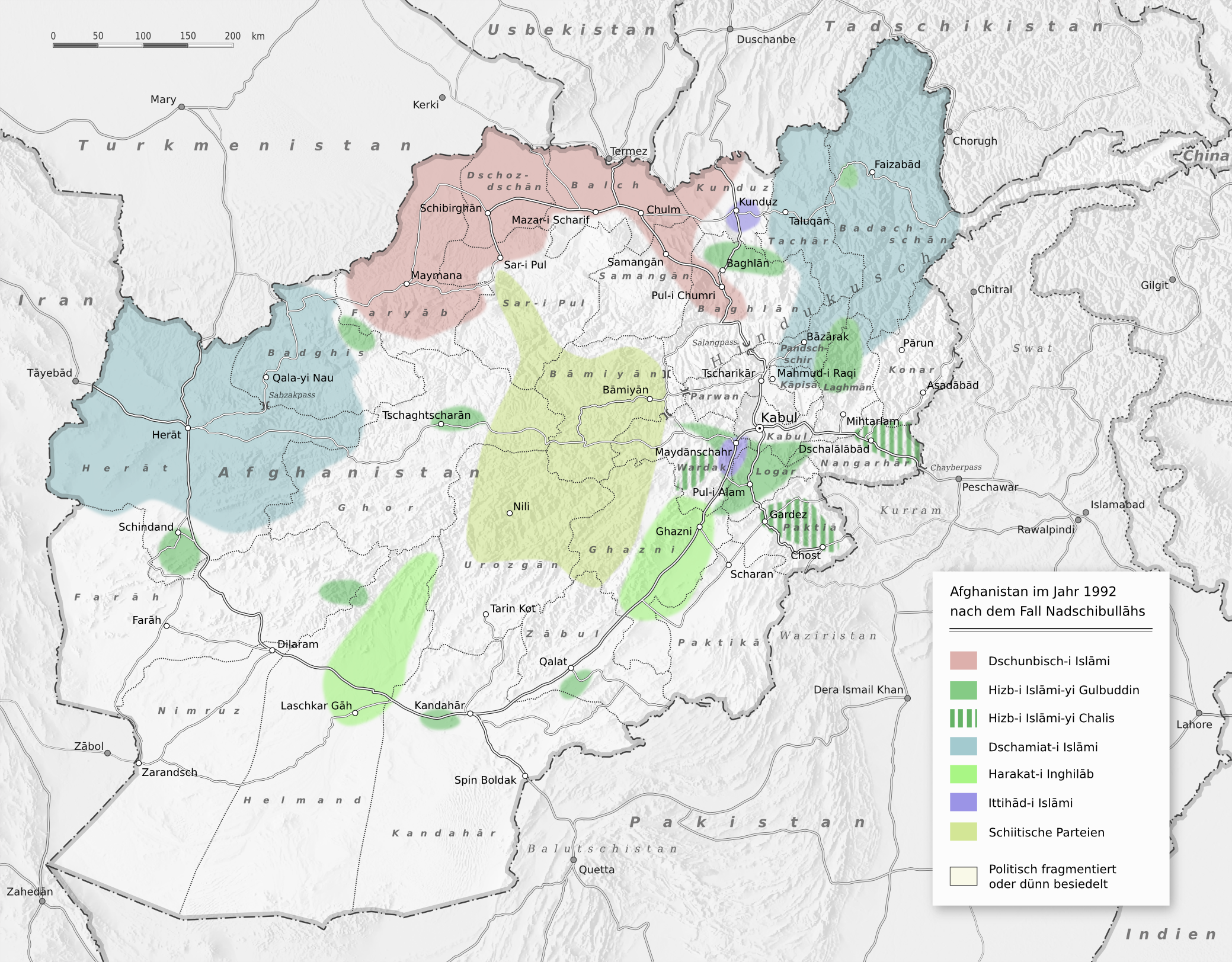
نقشه افغانستان در سال ۱۳۷۱. سبز: در کنترل حکمتیار

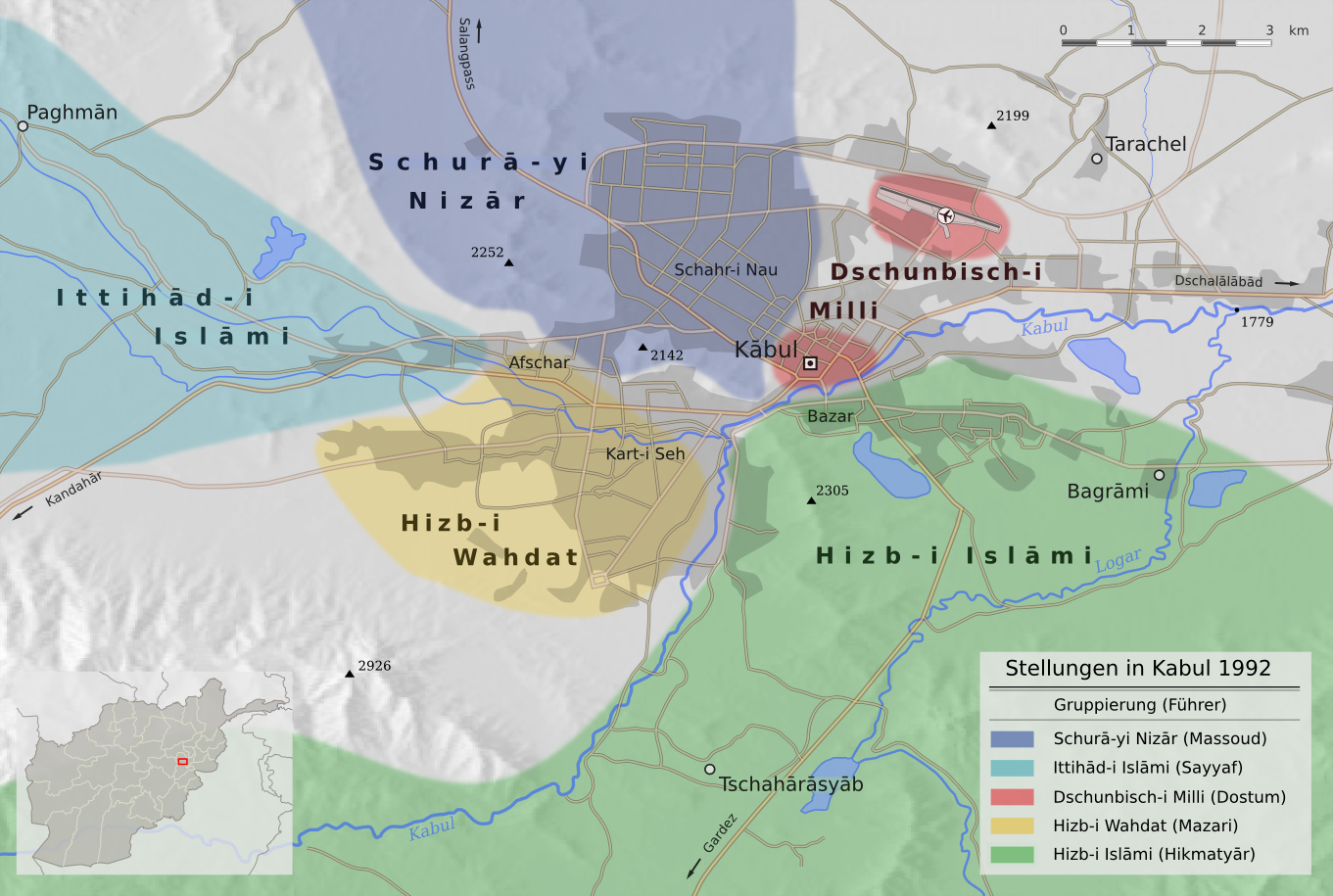
کابل در سال ۱۳۷۱ سبز: در کنترل حکمتیار

پرچم حزب اسلامی حکمتیار

حزب اسلامی یک سازمان سیاسی - نظامی از قوم پشتون در افغانستان است که در سال ۱۹۷۷ به رهبری گلبدین حکمتیار تأسیس شد و دو سال بعد با انشعاب برخی از اعضای حزب به رهبری یونس خالص، به دو شاخه اصلی تقسیم شد. حزب اصلی به نام حزب اسلامی گلبدین حکمتیار معروف شده و جریان تحت رهبری یونس خالص نیز به حزب اسلامی خالص معروف شد.
حزب اسلامی افغانستان از زمان تأسیس خود با تمام حکومتهایی که در افغانستان به قدرت رسیده‌اند؛ یعنی حکومت محمد داوودخان نخستین رئیس‌جمهور افغانستان، حکومت سوسیالیستی حزب دموکراتیک خلق، دولت مجاهدین به رهبری برهان‌الدین ربانی، حکومت طالبان و دولت حامد کرزی، جنگیده است. البته آنها در اکثر سالهای جنگ مذاکراتی را با دولتهایی که علیه آنها می‌جنگیده‌اند داشته‌اند اما هیچ‌یک از این مذاکرات در نهایت به پایان جنگ منجر نشده است. گلبدین حکمتیار رئیس این حزب و محمدنادر افغان نام مسئول مطبوعاتی‌اش است.

## جنگ شوروی در افغانستان
حزب اسلامی گلبدین حکمتیار از قدرتمندترین سازمان‌های مجاهدین افغان در طول جنگ شوروی در افغانستان بود و کمک‌های زیادی را از طریق پاکستان از آمریکا و عربستان و دیگر کشورهای مخالف شوروی دریافت می‌کرد. پایگاه اصلی نیروهای حکمتیار در ولایت‌های پشتون‌نشین شرقی بود اما بخش‌هایی از شمال کشور را نیز به تصرف خود درآورده بودند.

## دولت مجاهدین
با پیروزی مجاهدین و سقوط حکومت کمونیستی افغانستان در بهار سال ۱۳۷۱، نیروهای این حزب بخش‌هایی از شهر کابل را اشغال کردند. شش گروه از هفت گروه اصلی مجاهدین معروف هفت گروه پیشاور برای تشکیل دولت آینده افغانستان با نام دولت اسلامی افغانستان به توافق رسیدند و پست نخست‌وزیری را نیز به گلبدین حکمتیار اختصاص دادند اما حزب اسلامی حکمتیار این توافق را قبول نداشت و کمی بعد پس از به توافق نرسیدن حکمتیار با دیگر گروه‌های افغانی در مورد تقسیم قدرت، جنگ داخلی افغانستان آغاز شد. حکمتیار حضور برخی اعضای حکومت گذشته به ویژه ژنرال دوستم در دولت جدید را مهم‌ترین دلیلی مخالفت خود با دولت جدید افغانستان اعلام می‌کرد.
جنگ میان نیروهای حکمتیار و نیروهای جمعیت اسلامی افغانستان به رهبری ربانی و احمدشاه مسعود از مهم‌ترین نبردهای این مقطع تاریخ افغانستان به‌شمار می‌رود که با بمباران هرروزه کابل همراه بود. حکمتیار در مقطعی حتی با مخالفان قدیمی خود یعنی جنبش ملی اسلامی به رهبری ژنرال دوستم و حزب وحدت اسلامی شیعیان هزاره نیز در جنگ علیه دولت ربانی متحد شد.

## دوران طالبان
خیزش طالبان در میانه‌های دهه ۱۳۷۰ افول قدرت نیروهای حکمتیار را رقم زد. در آن دوران مشخص شده بود که حکمتیار توانایی شکست رقبای خود را ندارد و به همین دلیل کمک‌های عربستان و پاکستان به آنها قطع شد. بسیاری از اعضای حزب اسلامی حکمتیار نیز به دلیل همسانی قومیتی (هستهٔ اصلی حزب اسلامی و طالبان را پشتون‌های غلجایی تشکیل می‌دادند) و همین‌طور شباهت‌های اعتقادی به طالبان پیوستند. به این ترتیب این حزب تمام متصرفات خود را به سود طالبان از دست داد. حتی اتحاد حکمتیار با دولت ربانی و تعیین دوبارهٔ او به عنوان نخست‌وزیر افغانستان نیز سودی نبخشید و حتی اعتبار هر دو آنها را کاهش داد. آنها سال‌ها جنگ‌های خونینی را علیه یکدیگر داشتند و اتحاد آنها چه برای طرفداران حزب اسلامی و چه برای طرفداران دولت ربانی قابل توجیه نبود.
حکمتیار با سقوط کابل از افغانستان گریخته و این بار به ایران رفت. پس از این شکست‌ها حزب اسلامی به یک گروه حاشیه‌ای در سپهر سیاسی افغانستان تبدیل شد و حکمتیار نیز که متحدان قدیمی پاکستانی و عرب خود را از دست داده بود، نتوانست حمایت ایران را برای آغاز نبردی دیگر در افغانستان جلب کند. ایرانی‌ها حکمتیار را شخص قابل اعتمادی نمی‌دانستند و به او که در ویلایی در شمال تهران اقامت داشت اجازه خروج از شهر و حتی ملاقات و گفتگو با افغان‌ها را نداشت.
حزب اسلامی در دوران حکومت طالبان برخلاف بیشتر گروه‌های دیگر مجاهدین افغان به ائتلاف شمال نپیوست و با حمله ائتلاف ضدترور به افغانستان نیز مخالفت کرد.

## دوران پس از طالبان
حزب اسلامی حکمتیار پس از سقوط حکومت طالبان، دولت کرزی را به رسمیت نشناخته و نیروهای آن به نبرد با ارتش افغانستان و نیروهای خارجی مستقر در افغانستان پرداخته‌اند. حزب اسلامی در سال ۱۳۹۳ به طرز غیرمنتظره‌ای تصمیم گرفت در انتخابات ریاست‌جمهوری و شوراهای ولایتی شرکت کند و از قطب‌الدین هلال حمایت کرد که در گذشته معاون حزب اسلامی و معاون حکمتیار در زمان نخست‌وزیری بوده است. هلال در این انتخابات تنها ۲٫۷٪ آراء را به دست آورد و پس از عبدالله عبدالله، اشرف غنی، زلمی رسول و رسول سیاف در رتبه پنجم قرار گرفت.

## انشعاب‌ها
حزب اسلامی افغانستان در طول حیات خود شاهد انشعاب‌های متعددی بوده است. تنها دو سال از تأسیس این حزب گذشته بود که یونس خالص رهبری بخشی از حزب را بر عهده گرفت و جریان تحت رهبری او به نام حزب اسلامی خالص معروف شد.
در سال‌های بعد نیز انشعاب‌های دیگری در این حزب صورت گرفت و جالب اینکه اغلب جریان‌های انشعابی هم خود را با همان نام «حزب اسلامی افغانستان» معرفی می‌کنند و همچنان گلبدین حکمتیار را یک رهبر جهادی مورد احترام می‌دانند. این احزاب برای تمایز از یکدیگر معمولاً با نام رهبر خود شناخته می‌شوند و بسیاری از آن‌ها با پیوستن به دولت کرزی مقامات مهمی را نیز به دست آورده‌اند. حزب اسلامی ارغندیوال که یکی از این شاخه‌ها است در انتخابات ریاست‌جمهوری ۱۳۹۳ افغانستان به حمایت از عبدالله عبدالله وارد رقابت شده و محمدخان از اعضای این حزب به عنوان معاون اول عبدالله در انتخابات شرکت کرد.